# Дойч, Мортон
Мо́ртон Дойч (англ. Morton Deutsch; 4 февраля 1920, Нью-Йорк — 13 марта 2017) — американский психолог, специалист в области социальной психологии и психологии личности, конфликтологии, психологии предупреждения военных действий, почётный профессор Колумбийского университета.
Автор теории разрешения конфликтов, несмотря на её известную спорность, он считался одним из наиболее признанных западных исследователей в этой области.

## Биография
Был четвертым сыном в еврейской семье. В 1939 году он окончил Сити-колледж со степенью бакалавра, а спустя год получил степень магистра в Пенсильванском университете. Впоследствии он учился под руководством Курта Левина в Массачусетском технологическом институте, по окончании которого в 1948 году получил степень доктора философии.

### Участие в научных организациях
Являлся председателем и членом многих американских психологических ассоциаций и международных психологических обществ, а также членом редакционных коллегий многих журналов. В 1986 году основал Международный центр сотрудничества и разрешения конфликтов (англ. International Center for Cooperation and Conflict Resolution, сокр. — англ. ICCCR) при Колумбийском университете.

### Награды и премии
Труд Мортона Дойча отмечен рядом премий и престижных наград. В 1987 году он был удостоен награды Американской психологической ассоциации «за выдающийся научный вклад». Кроме того, ему были присуждены премия Курта Левина, премия Гордона Олпорта и премия Карла Ховланда.

## Научная деятельность
Наиболее известные исследования Дойча связаны с проблемами сотрудничества, соревнования, конфликта, сделки и справедливого распределения.
Он расширил понимание расовой предубеждённости, индивидуального конформизма и общественной законопослушности. В его работах в системном виде выражен теоретико-игровой подход к изучению конфликтов.
В своей докторской диссертации рассмотрел вопросы сотрудничества и соревнования в группе на примере школьных классов, а также проанализировал психологические процессы, лежащие в основе этих отношений, и их влияние на поступки, взаимоотношения и самооценку членов группы. Он исследовал такие аспекты, как доверие и подозрение, сделка и переговоры, способы разрешения конфликта. Исследования включали экспериментальные «игры», имитирующие изучаемые условия. Они помогли создать методологию «игр» и внесли важный вклад в понимание основного вопроса: что определяет и какое направление примет разрешение конфликта — созидательное или разрушительное. Дойч установил, что обычно установка на взаимодействие порождает сотрудничество, которое способствует конструктивному решению конфликта, тогда как установка на соревновательность делает конфликт разрушительным. Эта информация оказалась полезной для многих практиков — специалистов по семейным, трудовым, международным конфликтам.
Результаты исследований ситуаций со смешанной мотивацией были использованы Дойчем при разработке закона социальных взаимоотношений, в соответствии с которым в типичных случаях то или иное социальное отношение имеет тенденцию порождать социальное отношение того же типа. Этот закон был применён при планировании серии экспериментов по справедливому распределению. Результаты показали, что оба принципа распределения («равенство» или «справедливость») имеют отчётливую психологическую ориентацию: будучи однажды применёнными, каждый из них в дальнейшем создаёт предпочтение сходному принципу.

## Научные труды
- A theory of cooperation and competition. «Human Relation», 1949.
- Research methods in social relations. New York: Holt & Dryden, 1951 and 1959 (2nd ed.) (with C. Selltiz, M. Jahoda, & S.W. Cook).
- Interracial housing: A psychological evaluation of a social experiment. Minneapolis: University of Minnesota Press, 1951 (with M.E. Collins).
- Preventing World War III: Some proposals. New York: Simon and Schuster, 1962 (edited with Q. Wright and W.M. Evan).
- Theories in social psychology, New York: Basic Books, 1965 (with R.M. Krauss).
- Conflicts: Productive and Destructive". Journal of Social Issues, 1969,
- The Resolution of Conflict; Constructive and Destructive Processes. New Haven: Yale University Press, 1977, 1985. ISBN 978-0300021868
- Applying social psychology: Implications for research, practice and training. Hillsdale, N.J.: L. Erlbaum Associates, 1975 (edited with H. Hornstein). ISBN 978-0470209653
- Distributive justice: A social psychological perspective. New Haven: Yale University Press, 1985. ISBN 978-0300032901
- The Handbook of Conflict Resolution: Theory and Practice. (2nd ed.). San Francisco, CA: Jossey-Bass, 2006 (with Peter T. Coleman and Eric C. Marcus, editors). ISBN 978-0585221229